# Nowy Bud
Nowy Bud (dodatkowa nazwa w j. niem. Neubude) – przysiółek wsi Dobra w Polsce położony w województwie opolskim, w powiecie krapkowickim, w gminie Strzeleczki. Historycznie leży na Górnym Śląsku, na ziemi prudnickiej.
Miejscowość wchodzi w skład sołectwa Dobra.

## Historia

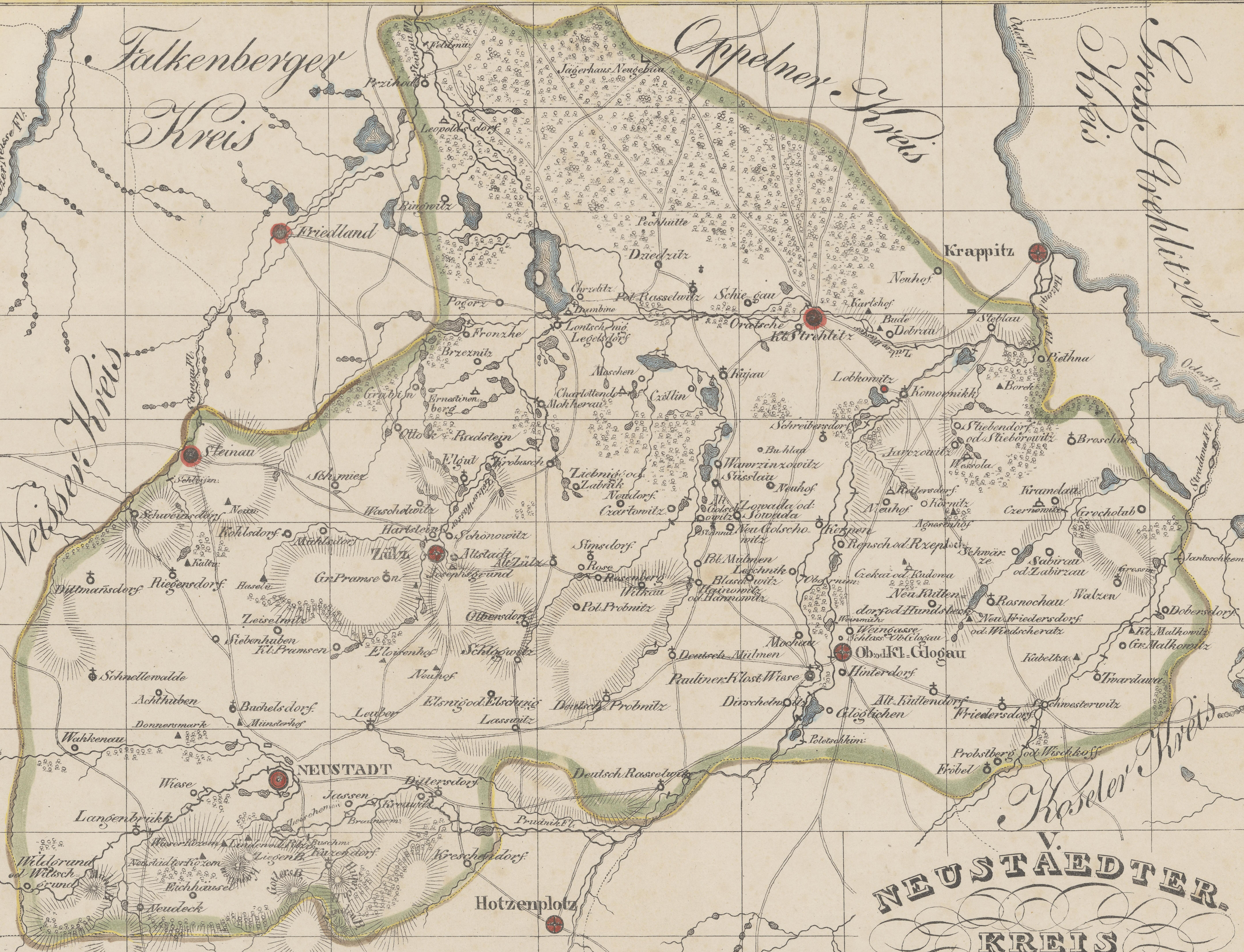
Nowy Bud (Bude) wśród miejscowości ziemi prudnickiej na mapie z XIX wieku

W 1921 w zasięgu plebiscytu na Górnym Śląsku znalazła się tylko część powiatu prudnickiego. Nowy Bud znalazł się po stronie wschodniej, w obszarze objętym plebiscytem.
1 października 1948 nadano miejscowości, wówczas administracyjnie związanej z Dobrą i należącej do powiatu prudnickiego, polską nazwę Nowe Budy. W spisie gromad i miejscowości w powiecie prudnickim na dzień 1 stycznia 1953 wymieniono Nowy Bud jako przysiółek Dobrej. W 1966 w przysiółku mieszkało 117 osób. Według stanu na 31 grudnia 2010 miejscowość liczyła 82 mieszkańców.

## Transport
Nowy Bud posiada połączenia autobusowe z Opolem, Prudnikiem, Krapkowicami.

## Bezpieczeństwo
Do 1998 bezpieczeństwo pożarowe w Nowym Budzie było nadzorowane przez Komendę Rejonową PSP w Prudniku.
Miejscowość jest pod opieką dzielnicowego rejonu służbowego nr 8 Komendy Powiatowej Policji w Krapkowicach.
Teren miejscowości, jak i całej gminy Strzeleczki, położony jest w strefie nadgranicznej w związku z czym Straż Graniczna dysponuje, na tym obszarze, specjalnymi kompetencjami w zakresie bezpieczeństwa. Gminę Strzeleczki obejmuje zasięgiem służbowym placówka Straży Granicznej w Opolu ze Śląskiego Oddziału SG.